# SJ A (II)
Die SJ A (II) waren Schnellzug-Dampflokomotiven der schwedischen Staatsbahnen SJ mit der Achsfolge 2'B1' h2. Sie stellten einen Wendepunkt im schwedischen Lokomotivbau dar.

## Geschichte
Als die SJ als Ersatz für ältere Bauarten eine neue Schnellzuglokomotive benötigten, beschafften sie von 1906 bis 1909 26 Atlantic-Lokomotiven der Baureihe A (II). Diese mit einem Überhitzer ausgestatteten Maschinen waren zunächst mit einem 3-achsigen Tender der Bauart C verbunden. Zwischen 1909 und 1911 wurden sie mit einem 4-achsigen Tender der Bauart A ausgerüstet.
Mit 137 km/h erreichte die A 1000 1906 den inoffiziellen Geschwindigkeitsrekord für schwedische Dampflokomotiven.
Da mit der Baureihe F (II) ab 1914 eine stärkere Schnellzuglokomotive zur Verfügung stand, verloren die A (II)-Maschinen an Bedeutung für den hochwertigen Reisezugdienst und wurden entbehrlich.

## Ostkustbanan - OKB A
1926 wurden vier Lokomotiven an Ostkustbanan (OKB) verkauft (A 1008 - OKB 15, A 1012 - OKB 13, A 1017 - OKB 14, A 1022 - OKB 16), 1927 folgte eine weitere (A 1000 - OKB 22). Diese wurden 1929 bei OKB in 2`C h2-Lokomotiven umgebaut. Dabei behielten sie ihre ursprünglichen Kessel.

## SJ A2
Die SJ ließ 1930 drei Stück (A 1004, A 1007 und A 1021) auf die Achsfolge 2`C h2 umbauen, diese erhielten die neue Baureihenbezeichnung A2. Sie erhielten gleichzeitig den größeren Kessel der Baureihen B (II) und Gb zur weiteren Leistungssteigerung.

## SJ A3 (I)
Mit der Übernahme der OKB 1933 durch SJ kamen die fünf umgebauten Lokomotiven der Serie OKB A wieder zu Statens Järnvägar zurück. Sie erhielten die neue Baureihenbezeichnung A3 (I) in Verbindung mit ihren früheren Nummern.

## SJ A3 (III)
Auf Grund des Materialmangels im Zweiten Weltkrieg erhielten die A2 1021 1939 und die A2 1007 1940 ihren ursprünglichen Kessel zurück. 1942 wurden sie in die Baureihe A (III) umbenannt, in die gleichzeitig noch die verbliebenen Lokomotiven der Bauserien A3 (I) mit gleichen Nummern eingereiht wurden.

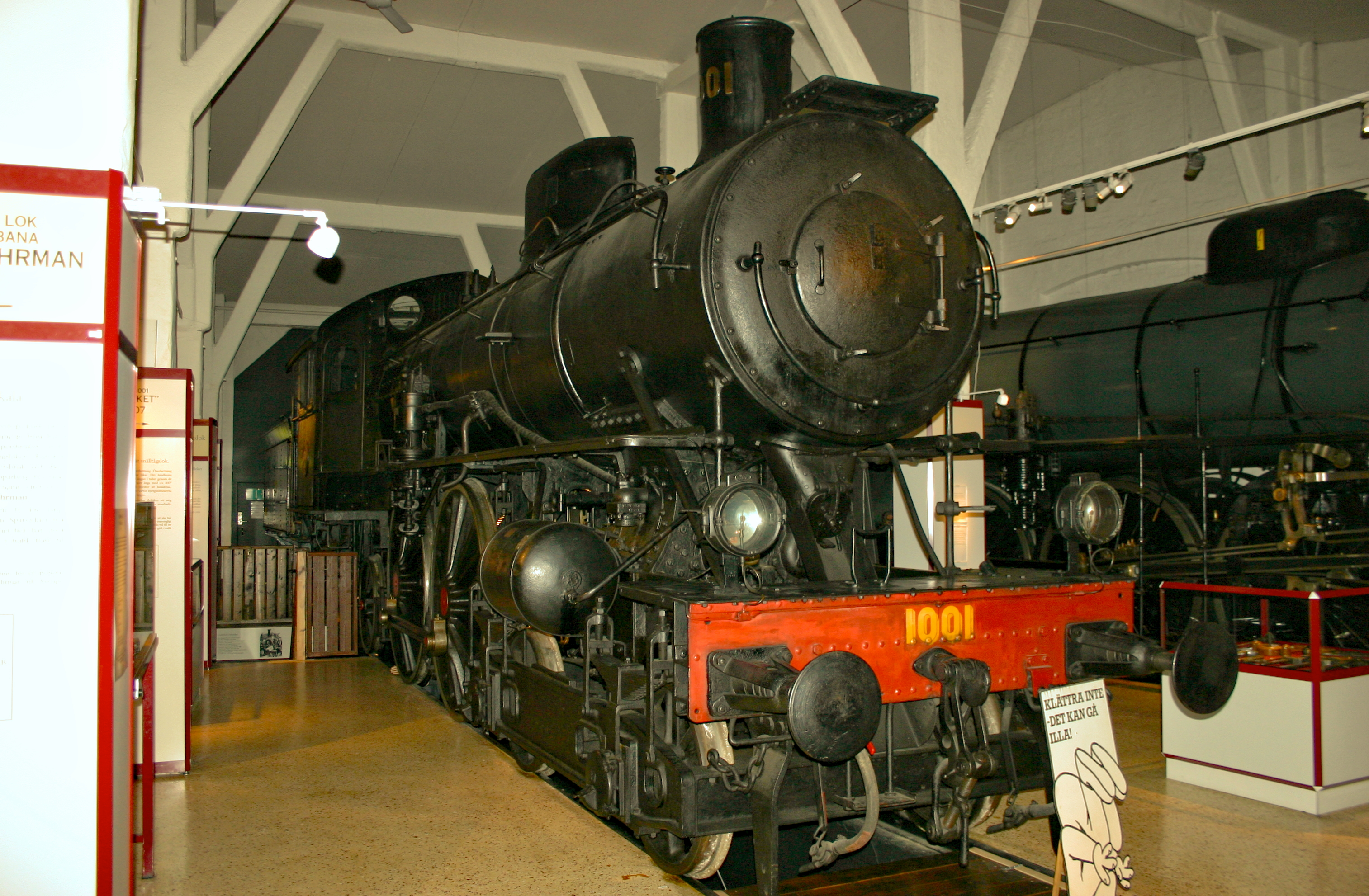
A 1001 in Gävle

## Einsatz, Ausmusterungen und Verbleib
Alle Lokomotiven, die nicht an Ostkustbanen verkauft oder in A2 umgebaut wurden, wurden wegen der fortschreitenden Elektrifizierung zwischen 1935 und 1939 ausgemustert. Der Einsatz der verbliebenen Lokomotiven erfolgte auf Bohusbanan, in Småland und am Ende in  Dalarna. Die A2 1004 versah bis zu ihrer Ausmusterung 1969 unter dieser Bezeichnung ihren Dienst auf ihrer ehemaligen Stammstrecke, der Ostkustbane.

## Museumslokomotive
Die A 1001 wurde ab 1937 für die Sammlung von Eisenbahnfahrzeugen vorgesehen, heute steht sie als Schnittmodell im Sveriges Järnvägsmuseum in Gävle.

## Anhang
Tabelle über die Nummerierung der A (II), A3, A2 und A (III)
| SJ (Jahr)     | OKB (Jahr)  | SJ (Jahr)      | SJ (Jahr)           | SJ (Jahr)           | Hersteller | Fabr.Nr./Jahr | Ausgemustert |
| ------------- | ----------- | -------------- | ------------------- | ------------------- | ---------- | ------------- | ------------ |
| A 1000 (1906) | A 22 (1927) | A3 1000 (1933) | A (III) 1000 (1942) |                     | Nohab      | 800/1906      | 1969         |
| A 1001 (1907) |             |                |                     |                     | Motala     | 378/1907      | 1937         |
| A 1002 (1907) |             |                |                     |                     | Motala     | 379/1907      | 1937         |
| A 1003 (1907) |             |                |                     |                     | Motala     | 380/1907      | 1937         |
| A 1004 (1907) |             | A2 1004 (1930) |                     |                     | Motala     | 381/1907      | 1969         |
| A 1005 (1907) |             |                |                     |                     | Motala     | 382/1907      | 1937         |
| A 1006 (1907) |             |                |                     |                     | Motala     | 383/1907      | 1937         |
| A 1007 (1907) |             | A2 1007 (1930) | A3 1007 (1940)      | A (III) 1007 (1942) | Motala     | 384/1907      | 1969         |
| A 1008 (1907) | A 15 (1926) | A3 1008 (1933) | A (III) 1008 (1942) |                     | Motala     | 385/1907      | 1969         |
| A 1009 (1907) |             |                |                     |                     | Motala     | 386/1907      | 1937         |
| A 1010 (1907) |             |                |                     |                     | Motala     | 387/1907      | 1937         |
| A 1011 (1908) |             |                |                     |                     | Nohab      | 879/1908      | 1939         |
| A 1012 (1908) | A 13 (1926) | A3 1012 (1933) | A (III) 1012 (1942) |                     | Nohab      | 880/1908      | 1969         |
| A 1013 (1908) |             |                |                     |                     | Nohab      | 881/1908      | 1937         |
| A 1014 (1908) |             |                |                     |                     | Nohab      | 882/1908      | 1937         |
| A 1015 (1908) |             |                |                     |                     | Nohab      | 883/1908      | 1937         |
| A 1016 (1909) |             |                |                     |                     | Motala     | 422/1909      | 1937         |
| A 1017 (1909) | A 14 (1926) | A3 1017 (1933) | A (III) 1017 (1942) |                     | Motala     | 423/1909      | 1969         |
| A 1018 (1909) |             |                |                     |                     | Motala     | 424/1909      | 1937         |
| A 1019 (1909) |             |                |                     |                     | Motala     | 425/1909      | 1937         |
| A 1020 (1909) |             |                |                     |                     | Motala     | 426/1909      | 1937         |
| A 1021 (1909) |             | A2 1021 (1930) | A3 1021 (1939)      | A (III) 1021 (1942) | Nohab      | 914/1909      | 1969         |
| A 1022 (1909) | A 16 (1926) | A3 1022 (1933) | A (III) 1022 (1942) |                     | Nohab      | 915/1909      | 1969         |
| A 1023 (1909) |             |                |                     |                     | Nohab      | 916/1909      | 1937         |
| A 1024 (1909) |             |                |                     |                     | Nohab      | 917/1909      | 1938         |
| A 1025 (1909) |             |                |                     |                     | Nohab      | 918/1909      | 1935         |

## Quelle
- Tag i tiondel - Sveriges Järnvägsmuseum
- Ulf Diehl, Ulf Fjeld, Lennart Nilsson: Normalspåriga ånglok vid Statens Järnvägar. 1973. ISBN 91-85098-13-2